# Dycladia correbioides
Dycladia correbioides là một loài bướm đêm thuộc phân họ Arctiinae, họ Erebidae.